# Kazimierówka (Nieporaz)
Kazimierówka (lub Kaźmierówka) – zniesiony przysiółek Nieporaz w Polsce, położony w województwie małopolskim, w powiecie chrzanowskim, w gminie Alwernia. Leżała tuż na południe od Oblasków.
Dawniej odrębna wieś i gmina jednostkowa w Bezirk Krzeszowice, a następnie w powiecie chrzanowskim. W 1854 roku liczyła 12 mieszkańców i była najmniejszą gminą powiatu. Następnie określana jako przysiółek Nieporaza lub Regulic, należący do parafii rzymsko-katolickiej w Płazie, otoczony lasami jodłowymi, który posiadał wapniarki i 89 mórg roli.
W latach 1975–1998 należała administracyjnie do województwa krakowskiego.